# Ayoze Pérez
Ayoze Pérez Gutiérrez (Santa Cruz de Tenerife, 29 luglio 1993) è un calciatore spagnolo, attaccante o ala del Villarreal e della nazionale spagnola, con cui è diventato campione d'Europa nel 2024.

## Biografia
Suo fratello maggiore, Samuel Pérez, è un attaccante, che ha giocato con Blyth Spartans e Berwick Rangers. Attualmente gioca per Alnwick Town nella Northern Premier Alliance Premier Division. La cugina María José Pérez è un attaccante del Levante UD Femenino e della nazionale femminile spagnola.

## Caratteristiche tecniche
Gioca come punta centrale, ma può agire anche da seconda punta o da ala destra. Giocatore molto veloce ed agile, possiede un ottimo fiuto del gol misto ad un grande dribbling. Si muove sfruttando bene gli spazi e i giusti tempi, il suo piede forte è il destro ma calcia anche con il sinistro.
Dotato di un ottimo intuito offensivo, è un attaccante che vanta intelligenza tattica e una buona precisione nel tiro che combina con il suo buon senso della posizione, è un bravo "assist-man" inoltre calcia con potenza.

## Carriera

### Club

#### Tenerife
Cresciuto, calcisticamente, nel Tenerife dove gioca la stagione 2011-2012 nella formazione B totalizzando 35 presenze e 11 gol. Nel 2012 passa in prima squadra dove esordisce ufficialmente contro il Marino de Luanco, giocando tutti i 90', vince il campionato di terza divisione segnando un solo gol contro il S.S. Reyes vincendo per 3-0 ed ottiene la promozione in Segunda División, la prima rete in campionato la realizza sconfiggendo per 1-0 il Real Madrid Castilla, segna una doppietta in varie vittorie contro il Las Palmas (3-0), l'Hércules (3-2) e il CD Lugo (3-1), nella stessa stagione è autore di una tripletta sconfiggendo il Ponferradina.

#### Newcastle Utd
Nell'estate del 2014 passa a titolo definitivo al Newcastle Utd per 2 milioni di euro, esordendo contro il Manchester City nella sconfitta per 2-0, il 26 ottobre 2014 realizza il primo gol con la maglia dei Magpies nella trasferta, vittoriosa, di White Hart Lane contro il Tottenham con la rete che sancisce la vittoria per 2-1, nella partita successiva segna il gol del 1-0 che permette di conquistare la vittoria su 1-0 contro il Liverpool.
Nell'edizione 2018-2019 segna dodici reti, il primo battendo per sconfiggendo per 1-0 il Watford, realizza una doppietta battendo per 3-2 l'Everton, la sua tripletta sancisce la vittoria per 3-1 contro il Southampton, l'ultima rete la segna vincendo per 4-0 contro il Fulham.

#### Leicester City
Il 4 luglio 2019 firma per il Leicester City un contratto quadriennale. Nella stagione 2019-2020 segna otto gol tra cui una doppietta battendo per 4-1 il West Ham e una tripletta nella goleada finita per 9-0 contro il Southampton. Con le Foxes ha conquistato una FA Cup, segna un gol contro lo Stoke City vincendo per 4-0, inoltre Pérez si rivela determinante per la vittoria avendo intercettato il passaggio degli avversari in modo cha la palla fosse nella disponibilità di Youri Tielemans il quale ha servito a Luke Thomas l'assist con cui quest'ultimo ha segnato il gol del 1-0 battendo il Chelsea nella finale. La sua ultima rete per il Leicester City la realizza il 20 dicembre 2022 vincendo per 3-0 contro il MK Dons: colleziona in tutto 15 gol in 114 presenze con il club, nel quale Pérez rimane fino al 31 gennaio 2023.

#### Betis
Il 31 gennaio 2023 viene ceduto in prestito al Betis, facendo così ritorno in Spagna dopo 8 anni e mezzo. Nel campionaro spagnolo segna un gol contro il Espanyol e il Rayo Vallecano vincendo per 3-1 entrambi i match, e realizza una rete nel pareggio per 1-1 contro il Valencia Con i Béticos raccoglie 21 presenze e 4 reti nella prima stagione prima di.
Rimasto svincolato, il 6 luglio 2023 ritorna al Betis, con cui sottoscrive un accordo fino al 30 giugno 2027. Nell'edizione 2023-2024 sigla una rete sconfiggendo il Villareal per 2-1, segna il gol del 2-0 sconfiggendo il Maiorca, la sua doppietta decide la vittoria su 2-1 contro il Valencia, l'ultima rete la segna nel pareggio per 2-2 contro il Las Palmas. Nell'Europa League segna il gol del 1-0 vincendo ai danni del Arīs Lemesou. Chiude la sua esperienza biancoverde dopo 59 presenze e 15 reti.

#### Villarreal
Il 13 agosto 2024 viene acquistato a titolo definitivo dal Villarreal, con cui firma un contratto quadriennale valido fino al 30 giugno 2028.

### Nazionale
Il 27 maggio 2024 viene convocato per la prima volta in nazionale maggiore venendo inserito nella lista dei pre-convocati per Euro 2024. Fa il suo esordio il 5 giugno successivo nell'amichevole preparatoria vinta per 5-0 contro Andorra, andando anche a segno. Nella Nations League realizza una rete e un assist vincente battendo per 2-1 la Danimarca rivelandosi l'uomo partita.

## Statistiche

### Presenze e reti nei club
Statistiche aggiornate al 28 giugno 2025.
| Stagione              | Squadra               | Campionato            | Campionato | Campionato | Coppe nazionali | Coppe nazionali | Coppe nazionali | Coppe continentali | Coppe continentali | Coppe continentali | Altre coppe | Altre coppe | Altre coppe | Totale | Totale |
| Stagione              | Squadra               | Comp                  | Pres       | Reti       | Comp            | Pres            | Reti            | Comp               | Pres               | Reti               | Comp        | Pres        | Reti        | Pres   | Reti   |
| --------------------- | --------------------- | --------------------- | ---------- | ---------- | --------------- | --------------- | --------------- | ------------------ | ------------------ | ------------------ | ----------- | ----------- | ----------- | ------ | ------ |
| 2011-2012             | Tenerife B            | TD                    | 18         | 6          | -               | -               | -               | -                  | -                  | -                  | -           | -           | -           | 18     | 6      |
| 2012-2013             | Tenerife B            | TD                    | 17         | 5          | -               | -               | -               | -                  | -                  | -                  | -           | -           | -           | 17     | 5      |
| Totale Tenerife B     | Totale Tenerife B     | Totale Tenerife B     | 35         | 11         |                 | -               | -               |                    | -                  | -                  |             | -           | -           | 35     | 11     |
| 2012-2013             | Tenerife              | SDB                   | 16         | 1          | CR              | 0               | 0               | -                  | -                  | -                  | -           | -           | -           | 16     | 1      |
| 2013-2014             | Tenerife              | SD                    | 34         | 16         | CR              | 1               | 0               | -                  | -                  | -                  | -           | -           | -           | 35     | 16     |
| Totale Tenerife       | Totale Tenerife       | Totale Tenerife       | 50         | 17         |                 | 1               | 0               |                    | -                  | -                  |             | -           | -           | 51     | 17     |
| 2014-2015             | Newcastle Utd         | PL                    | 36         | 7          | FACup+CdL       | 0+3             | 0               | -                  | -                  | -                  | -           | -           | -           | 39     | 7      |
| 2015-2016             | Newcastle Utd         | PL                    | 34         | 6          | FACup+CdL       | 1+2             | 0               | -                  | -                  | -                  | -           | -           | -           | 37     | 6      |
| 2016-2017             | Newcastle Utd         | FLC                   | 36         | 9          | FACup+CdL       | 2+3             | 0+3             | -                  | -                  | -                  | -           | -           | -           | 41     | 12     |
| 2017-2018             | Newcastle Utd         | PL                    | 36         | 8          | FACup+CdL       | 1+0             | 2               | -                  | -                  | -                  | -           | -           | -           | 37     | 10     |
| 2018-2019             | Newcastle Utd         | PL                    | 37         | 12         | FACup+CdL       | 3+1             | 1+0             | -                  | -                  | -                  | -           | -           | -           | 41     | 13     |
| Totale Newcastle      | Totale Newcastle      | Totale Newcastle      | 179        | 42         |                 | 16              | 6               |                    | -                  | -                  |             | -           | -           | 195    | 48     |
| 2019-2020             | Leicester City        | PL                    | 33         | 8          | FACup+CdL       | 2+5             | 0               | -                  | -                  | -                  | -           | -           | -           | 40     | 8      |
| 2020-2021             | Leicester City        | PL                    | 25         | 2          | FACup+CdL       | 6+1             | 1+0             | UEL                | 4                  | 0                  | -           | -           | -           | 36     | 3      |
| 2021-2022             | Leicester City        | PL                    | 14         | 2          | FACup+CdL       | 1+0             | 0               | UEL                | 4+5                | 1+0                | CS          | 1           | 0           | 25     | 3      |
| 2022-gen.2023         | Leicester City        | PL                    | 8          | 0          | FACup+CdL       | 1+4             | 0+1             | -                  | -                  | -                  | -           | -           | -           | 13     | 1      |
| Totale Leicester City | Totale Leicester City | Totale Leicester City | 80         | 12         |                 | 20              | 2               |                    | 13                 | 1                  |             | 1           | 0           | 114    | 15     |
| gen.-giu. 2023        | Betis                 | PD                    | 19         | 3          | CR              | 0               | 0               | UEL                | 2                  | 1                  | -           | -           | -           | 21     | 4      |
| 2023-2024             | Betis                 | PD                    | 31         | 9          | CR              | 1               | 0               | UEL+UECL           | 6+0                | 2+0                | -           | -           | -           | 38     | 11     |
| Totale Betis          | Totale Betis          | Totale Betis          | 50         | 12         |                 | 1               | 0               |                    | 8                  | 3                  |             | -           | -           | 59     | 15     |
| 2024-2025             | Villarreal            | PD                    | 30         | 19         | CR              | 2               | 3               | -                  | -                  | -                  | -           | -           | -           | 32     | 22     |
| Totale carriera       | Totale carriera       | Totale carriera       | 425        | 113        |                 | 40              | 11              |                    | 21                 | 4                  |             | 1           | 0           | 487    | 128    |

### Cronologia presenze e reti in nazionale
| Cronologia completa delle presenze e delle reti in nazionale ― Spagna | Cronologia completa delle presenze e delle reti in nazionale ― Spagna | Cronologia completa delle presenze e delle reti in nazionale ― Spagna | Cronologia completa delle presenze e delle reti in nazionale ― Spagna | Cronologia completa delle presenze e delle reti in nazionale ― Spagna | Cronologia completa delle presenze e delle reti in nazionale ― Spagna | Cronologia completa delle presenze e delle reti in nazionale ― Spagna | Cronologia completa delle presenze e delle reti in nazionale ― Spagna |
| Data                                                                  | Città                                                                 | In casa                                                               | Risultato                                                             | Ospiti                                                                | Competizione                                                          | Reti                                                                  | Note                                                                  |
| --------------------------------------------------------------------- | --------------------------------------------------------------------- | --------------------------------------------------------------------- | --------------------------------------------------------------------- | --------------------------------------------------------------------- | --------------------------------------------------------------------- | --------------------------------------------------------------------- | --------------------------------------------------------------------- |
| 5-6-2024                                                              | Badajoz                                                               | Spagna                                                                | 5 – 0                                                                 | Andorra                                                               | Amichevole                                                            | 1                                                                     |                                                                       |
| 20-6-2024                                                             | Gelsenkirchen                                                         | Spagna                                                                | 1 – 0                                                                 | Italia                                                                | Euro 2024 - 1º turno                                                  | -                                                                     | 78’                                                                   |
| 5-9-2024                                                              | Belgrado                                                              | Serbia                                                                | 0 – 0                                                                 | Spagna                                                                | UEFA Nations League 2024-2025 - 1º turno                              | -                                                                     | 21’ 57’                                                               |
| 15-11-2024                                                            | Copenaghen                                                            | Danimarca                                                             | 1 – 2                                                                 | Spagna                                                                | UEFA Nations League 2024-2025 - 1º turno                              | 1                                                                     | 69’                                                                   |
| 20-3-2025                                                             | Rotterdam                                                             | Paesi Bassi                                                           | 2 – 2                                                                 | Spagna                                                                | UEFA Nations League 2024-2025 - Quarti di finale                      | -                                                                     | 66’                                                                   |
| Totale                                                                |                                                                       | Presenze                                                              | 5                                                                     |                                                                       | Reti                                                                  | 2                                                                     |                                                                       |

## Palmarès

### Club

#### Competizioni nazionali
- Segunda División B: 1

Tenerife: 2012-2013
- Campionato inglese di seconda divisione: 1

Newcastle: 2016-2017
- Coppa d'Inghilterra: 1

Leicester City: 2020-2021
- Community Shield: 1

Leicester City: 2021

### Nazionale
- Campionato d'Europa: 1

Germania 2024